# Tschechische Sprache
Die tschechische Sprache (veraltet böhmische Sprache; tschechisch: český jazyk bzw. čeština) gehört zum westslawischen Zweig der indogermanischen Sprachfamilie.
Das Tschechische wird von rund 10,6 Millionen Menschen als Muttersprache gesprochen (Stand: 2016), von denen zirka 10,4 Millionen in Tschechien leben, wo es die Amtssprache ist. Seit dem 1. Mai 2004 ist Tschechisch auch eine Amtssprache der EU. Die Wissenschaft, die sich mit der tschechischen Sprache befasst, ist die Bohemistik.

## Geschichte
Die erste slawische Schriftsprache im heutigen tschechischen Sprachgebiet war das ab 863 von den Brüdern Kyrill und Methodius in Großmähren eingeführte glagolitisch geschriebene Altkirchenslawisch.

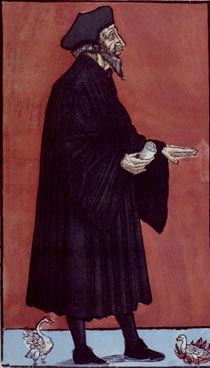
Jan Hus

Erste Belege der alttschechischen Sprache (Böhmisch, Bohemisch) sind religiöse Lieder und kurze Texte, sog. Glossen, aus dem 12. und 13. Jahrhundert. Aus dem 14. und 15. Jahrhundert gibt es gedichtete höfische Literatur. Im 14. Jahrhundert wurden auch sämtliche Teile der Bibel ins Tschechische übertragen, allerdings nicht als zusammenhängendes Werk. Jan Hus führte um 1400 eine am Prager Dialekt seiner Zeit orientierte Schriftsprache ein und zur genaueren Wiedergabe der tschechischen Laute die beiden diakritischen Zeichen háček und čárka. Er überarbeitete auch Übersetzungen aller Teile der Bibel. Der Buchdruck stand zu seinen Lebzeiten noch nicht zur Verfügung. 1475 wurde erstmals das Neue Testament auf Tschechisch gedruckt, erstmals 1488 die gesamte Bibel. Die klassische tschechische Bibelübersetzung, die so genannte Kralitzer Bibel, wurde jedoch erst 1579 bis 1594 in sechs Teilen herausgegeben.
Vom späten 15. bis zum Anfang des 17. Jahrhunderts wurde Tschechisch in Oberschlesien als Urkundensprache gebraucht – Schlesien stand damals unter der Lehnshoheit der böhmischen Krone – und drängte dabei vorübergehend sogar das Deutsche zurück. Es hatte den Vorteil, vom slawischsprachigen Teil der dortigen Bevölkerung verstanden zu werden und von der Prager Kanzlei – gleichzeitig mit dem Deutschen – zu einer tauglichen Verwaltungssprache entwickelt worden zu sein.
Nach der Schlacht am Weißen Berg 1620 drängten Gegenreformation und Habsburgerherrschaft den Gebrauch der tschechischen Schriftsprache und auch das gesprochene Tschechisch in den Ländern der Böhmischen Krone allmählich zu Gunsten des Deutschen zurück (im 19. Jahrhundert bezeichnete man diese Epoche als Zeit des „Verfalls“ der tschechischen Sprache). In der Epoche der „Nationalen Wiedergeburt“ zwischen 1780 und 1848 wurde die tschechische Schriftsprache des 17. und 18. Jahrhunderts deshalb stark kritisiert, und die moderne tschechische Schriftsprache, die vor allem von Josef Dobrovský, Josef Jungmann und den Slowaken Jan Kollár und Pavel Jozef Šafárik geschaffen wurde, lehnte sich stark an die Sprache des 16. Jahrhunderts (des „Goldenen Zeitalters“) an.
Erst 1880 bekam das Tschechische in Böhmen und Mähren im Zuge der Nationalen Wiedergeburt der Tschechen wieder den Status einer Amtssprache, ohne bis zum Ende der Donaumonarchie in beiden Kronländern volle Gleichberechtigung mit dem Deutschen zu erlangen.

## Varietäten
Die reglementierte Schriftsprache, entsprechend der Schriftform, wird bei offiziellen Anlässen gesprochen (z. B.: Nachrichten im Rundfunk, TV, Festreden), die tatsächlich gesprochenen Mundarten weichen jedoch oft stark davon ab, sowohl in der Aussprache als auch in der Grammatik.

### Dialekte

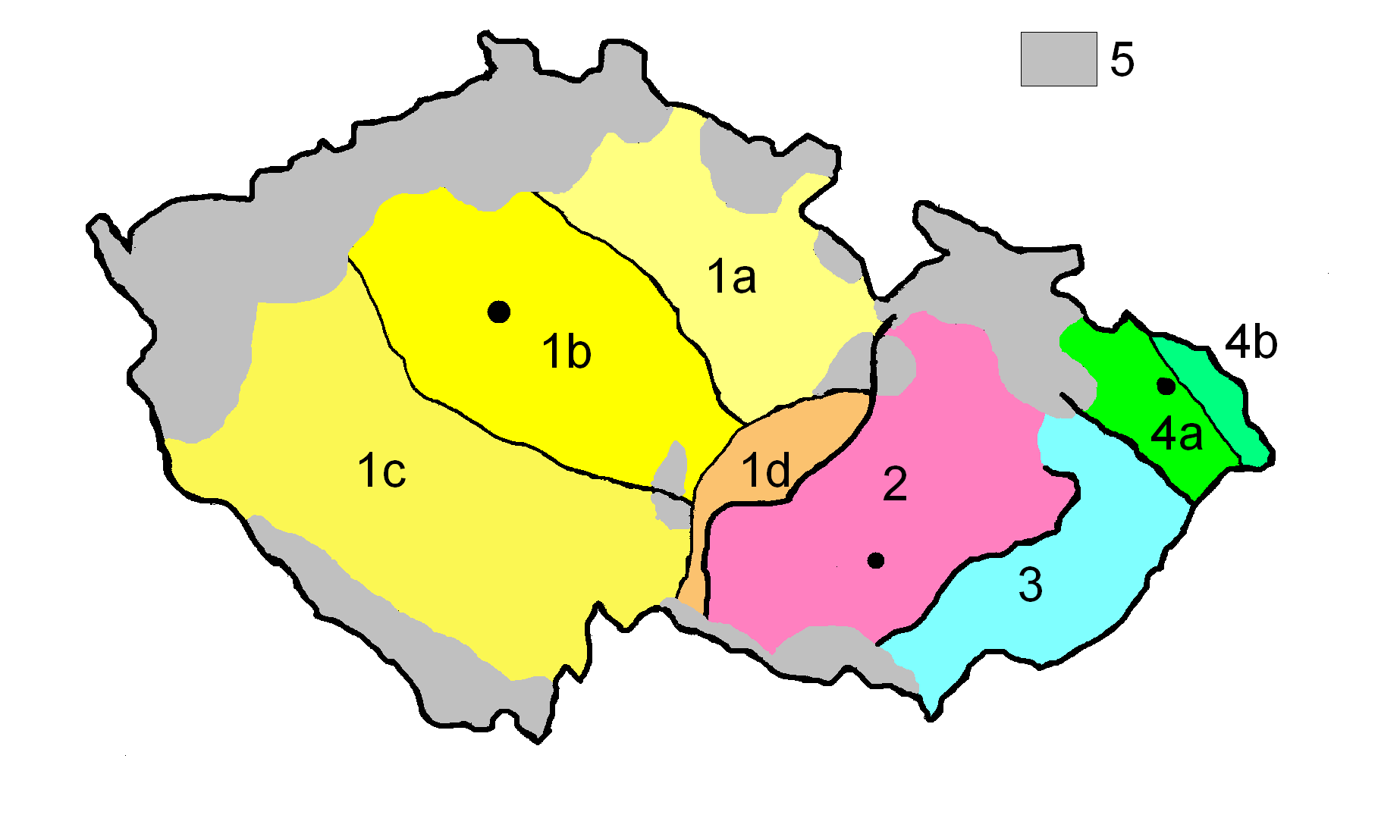
Tschechische Dialekte mit Untergruppen

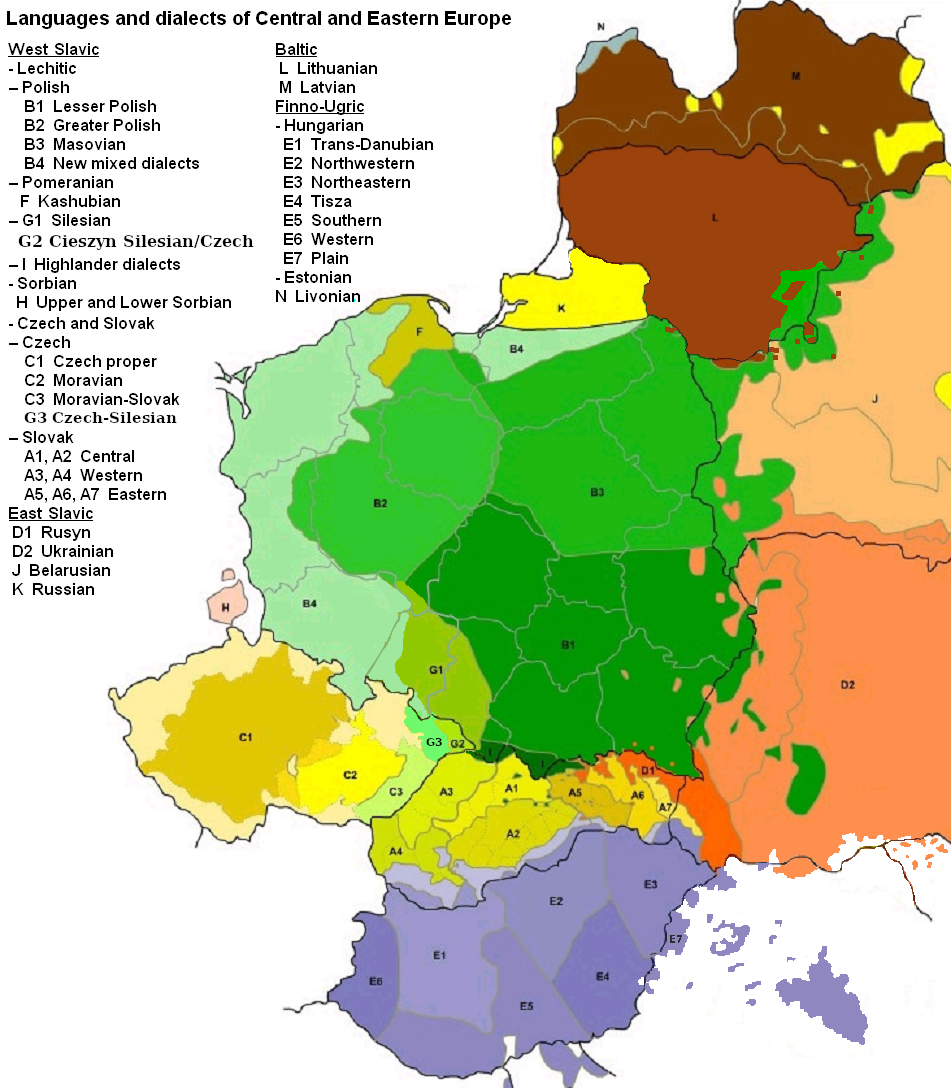
Sprachen und Dialekte in Ostmittel- und Osteuropa

Es werden die folgenden geografischen Dialektgruppen unterschieden:
1. tschechische (böhmische) Dialektgruppe (a – Nordost-Untergruppe b – Mittel/Zentral c – Südwest d – böhmisch-mährisch)
2. Mittel-(Zentral-)Mährische Gruppe
3. Ostmährische Gruppe
4. Schlesische Gruppe (a – schlesisch-mährisch b – schlesisch-polnisch)
5. Grenzgebiete mit uneinheitlicher Dialektzugehörigkeit (nach Vertreibung der deutschsprachigen Bevölkerungsmehrheit 1945/1946 und nachfolgendem Zuzug einer großen Anzahl von Tschechen und Slowaken unterschiedlicher Herkunft ab 1946 gemischt).

Die ursprünglichen Dialekte sind im größten Teil des Sprachgebiets zugunsten einer gemeinen Umgangssprache mit nur mehr regionalen Akzentuierungen verschwunden. Dieser Prozess hat im 17. Jahrhundert begonnen und hat sich im 20. Jahrhundert durch den Einfluss der Medien deutlich verstärkt.

### Umgangssprache
Die heutige Umgangssprache wird Gemeinböhmisch (obecná čeština) genannt und hebt sich deutlich von der Schriftsprache (spisovná čeština) ab. Es handelt sich dabei nicht um einen bestimmten örtlichen Dialekt, sondern um die gesprochene Sprache, die vor allem in Böhmen verbreitet ist. Einige (insbesondere mährische) Sprachwissenschaftler bezeichnen die Umgangssprache als Interdialekt, das ist ein verbreiteter Dialekt, der über anderen Dialekten steht.
Die in Mähren gesprochenen Dialekte des Tschechischen werden unter dem Sammelbegriff Mährische Sprache zusammengefasst. Bemerkenswert ist hier u. a. die „Brünner Umgangssprache“ (Hantec), ein Relikt des Brünner Rotwelsches.
Eine besonders alte Form des Tschechischen wird von der Tschechischen Minderheit im Banat gesprochen.

## Verbreitung

### Sprecherzahlen

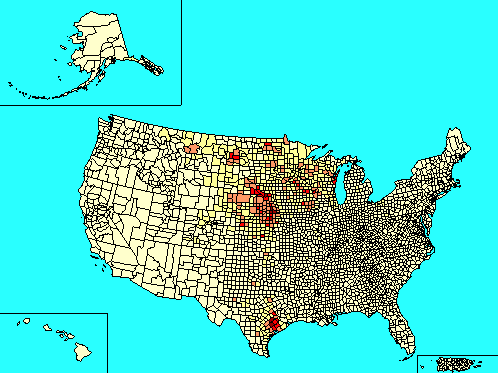
Tschechen in den USA

Die meisten tschechisch Sprechenden außerhalb Tschechiens leben mit mehr als 57.000 in Deutschland, gefolgt von den Vereinigten Staaten mit 47.500 Sprechern. Die größte tschechischsprachige Community gibt es in Texas. In der Slowakei geben 35.000 Menschen Tschechisch als Muttersprache an. Die 17.700 Sprecher in Österreich sind zum Großteil Wiener Tschechen. Die tschechische Minderheit im Banat verteilt sich auf Rumänien und Serbien. Eine kleine Minderheit lebt auch im polnischen Grenzgebiet.

### Slowakei
Tschechisch und Slowakisch sind gegenseitig relativ problemlos verständlich. Durch die Ähnlichkeit beider Sprachen, die gemeinsame Geschichte seit der Kodifizierung der beiden Sprachen und die Verbindung in der Tschechoslowakei verstehen Slowaken und Tschechen einander, allerdings tut sich die jüngere Generation, die nach der Teilung des gemeinsamen Staates sprachlich sozialisiert worden ist, schon etwas schwerer. Dessen ungeachtet werden noch heute offizielle Dokumente in der jeweiligen Sprache in Tschechien und der Slowakei gegenseitig automatisch anerkannt. Das Recht, im Amtsverkehr die andere Sprache zu verwenden, wird gesetzlich sogar explizit wie zur Zeit des gemeinsamen Staates eingeräumt, und zwar im Minderheitssprachengesetz 184/1999 Zb. in der Slowakei und im Verwaltungordnungsgesetz 500/2004 Sb. in Tschechien. TV-Beiträge in der jeweils anderen Sprache werden in beiden Ländern unübersetzt ausgestrahlt. Einige in Tschechien lebende Slowaken sprechen eine Mischsprache, umgangssprachlich „Tschechoslowakisch“ („českoslovenština“) genannt. Ein bekanntes Beispiel dafür waren die Ansprachen des letzten tschechoslowakischen kommunistischen Präsidenten Gustáv Husák („husákovština“).

## Alphabet
Tschechisch wird mit dem lateinischen Alphabet geschrieben, durch diakritische Zeichen – wie z. B. dem Hatschek (tschechisch für Häkchen) – differenziert.
A, Á, B, C, Č, D, Ď, E, É, Ě, F, G, H, Ch, I, Í, J, K, L, M, N, Ň, O, Ó, P, Q, R, Ř, S, Š, T, Ť, U, Ú, Ů, V, W, X, Y, Ý, Z, Ž.
a, á, b, c, č, d, ď, e, é, ě, f, g, h, ch, i, í, j, k, l, m, n, ň, o, ó, p, q, r, ř, s, š, t, ť, u, ú, ů, v, w, x, y, ý, z, ž.
Beim Sortieren und in Verzeichnissen (Telefonbuch) und Wörterbüchern werden die Buchstaben Č, Ch, Ř, Š, und Ž als eigenständige Buchstaben gereiht. Ch folgt dabei dem H. Die restlichen Buchstaben mit diakritischen Zeichen werden beim Sortieren so behandelt wie der ihnen vorhergehende Buchstabe. So steht dann beispielsweise pět („fünf“) vor petrklíč („Schlüsselblume“). Wenn sich zwei Wörter nur durch das diakritische Zeichen unterscheiden, steht zunächst das Wort mit dem einfachen Buchstaben und dann das andere, also etwa pas (= „Pass“) vor pás (= „Gürtel“).

## Aussprache

### Grundregeln
- Die Betonung liegt grundsätzlich auf der ersten Silbe des Worts, genauer gesagt des „phonetischen Wortes“ (bei Verbindungen mit Präposition auf der Präposition – z. B. do školy [ˈdɔʃkɔli] (do schkoli)). Der Unterschied betonter und unbetonter Silben ist allerdings geringer als im Deutschen.
- Die čárka (Akut) markiert lange Vokale (á, é, í, ó, ý, ú) sowie der kroužek (Krouschek Kreisel) bei ů, den man (aus historischen Gründen) in der Mitte und am Ende des Wortes schreibt. Diese Zeichen kommen auch in unbetonten Silben vor, da sie mit der Betonung nicht zusammenhängen, sondern nur die Quantität (Länge) der Vokale bezeichnen.
- Der háček (Hatscheck, Häkchen) verändert Zischlaute von s [s] zu š [ʃ] (sch) usw. oder palatalisiert (erweicht) d, t, n und r. Bei kleinem d und t ähnelt er graphisch einem Apostroph (ď, ť).
- ě wird wie je gesprochen, außer nach d, t und n, wo es deren Erweichung auslöst (→ děd [ɟɛt] usw.), und nach m, wo es wie [ɲɛ] ausgesprochen wird (z. B. město [mɲɛstɔ]).
- Vor ě und i werden die Konsonanten d, t und n weich ausgesprochen, d. h., mit einem Anklang an ein j hinter dem Konsonanten artikuliert. Die Zunge geht dabei zum vorderen Gaumen (z. B. dítě [ɟiːcɛ], někdo [ɲɛgdɔ], nic [ɲɪt͡s]).
- Es gibt kein -ck-, die zwei Buchstaben werden immer getrennt gesprochen.

### Tabelle
| Schriftzeichen          | Lautzeichen | Beschreibung | Beispiel             |
| ----------------------- | ----------- | --- | -------------------- |
| a                       | [⁠a⁠]         | Ungerundeter offener Vorderzungenvokal, wie dt.: a in: „Fall“                                                                                 | tam, lampa           |
| á                       | [aː]        | Ungerundeter offener Vorderzungenvokal, wie dt.: aa in: „Saal“                                                                                | máte, velká          |
| au                      | [aʊ̯]        | Diphthong, wie dt.: au in: „Auto“ | auto                 |
| c                       | [⁠ts⁠]        | Affrikate, wie dt.: tz; z in: „Katze“; „Zucker“, auch vor Konsonanten (ck [tsk]) und dunklen Vokalen                                          | cukr, německý        |
| č                       | [⁠tʃ⁠]        | Affrikate, wie dt.: tsch in: „Matsch“, „tschüss“                                                                                              | Čech, časem          |
| ch                      | [⁠x⁠]         | Stimmloser velarer Frikativ, wie dt.: ch in: „Bach“, „Nacht“ (auch am Wortanfang)                                                             | chodba, trochu       |
| ď                       | [⁠ɟ⁠]         | Stimmhafter palataler Plosiv, wie dt.: dj | maďarský             |
| dě                      | [ɟɛ]        | Stimmhafter palataler Plosiv vor e, wie dt.: dje                                                                                              | děti                 |
| di                      | [ɟi]        | Stimmhafter palataler Plosiv vor i, wie dt.: dji                                                                                              | divadlo              |
| e                       | [⁠ɛ⁠]         | Ungerundeter halboffener Vorderzungenvokal, wie dt.: ä in: „hätte“                                                                            | je, dveře            |
| é                       | [ɛː]        | Ungerundeter halboffener Vorderzungenvokal, wie dt.: ä in: „Räte“                                                                             | mléko, černé         |
| ě                       | [jɛ]        | wie dt.: je in: jetzt | věda, věc            |
| eu                      | [ɛʊ̯]        | Diphthong, aber mit getrennter Aussprache von e und u                                                                                         | leukemie, euro       |
| h                       | [⁠ɦ⁠]         | Stimmhafter glottaler Frikativ, weiter vorn als dt.: h in „halten“ (auch vor und nach Konsonanten und im Auslaut)                             | hora, zahrada        |
| i, y, j (vor Konsonant) | [⁠ı⁠]         | Ungerundeter zentralisierter fast geschlossener Vorderzungenvokal, wie dt.: i in: „Tipp“                                                      | židle, tady          |
| í, ý                    | [iː]        | Ungerundeter geschlossener Vorderzungenvokal, wie dt.: i in: „Biene“ bílý > bielie (weiß)                                                     | bílý                 |
| j                       | [⁠j⁠]         | Stimmhafter palataler Approximant, wie dt.: j in: „Jagd“                                                                                      | její jméno           |
| mě                      | [mɲɛ]       | | město                |
| ň                       | [⁠ɲ⁠]         | Stimmhafter palataler Nasal, gleichzeitige Artikulation von n und j, ähnlich it. oder frz.: gn in Bologna oder Champagne; span.: ñ in: señora | buňka, Plzeň         |
| ni, ně                  | [ɲi], [ɲɛ]  | | není Němec           |
| o                       | [ɔ̹]         | Gerundeter halboffener Hinterzungenvokal, wie dt.: o in: „Gott“                                                                               | okno                 |
| ó                       | [ɔ̹ː]        | Gerundeter halboffener Hinterzungenvokal, wie dt.: o in: „Ordner“                                                                             | citrón, gól          |
| ou                      | [ɔʊ̯]        | Diphthong, mit Gleiten von o zu u mo_udrie (langes i), neso_u                                                                                 | moudrý, nesou        |
| r                       | [⁠r⁠]         | Stimmhafter alveolarer Vibrant, „Zungenspitzen-r“ mit mehr Schlägen als das deutsche „Zungen-r“                                               | rada                 |
| ř                       | [r̝]         | laminaler Vibrant, Gleichzeitige (!) Artikulation von „Zungen-r“ und franz.: j [ʒ]                                                            | řeka, Dvořák         |
| s                       | immer [⁠s⁠]   | Stimmloser alveolarer Frikativ, wie dt.: ß das „scharfe S“ kommt in Deutsch im Anlaut nicht vor.                                              | starý, sýr           |
| š                       | [⁠ʃ⁠]         | Stimmloser postalveolarer Frikativ, wie dt.: sch in: „rasch“                                                                                  | šest, šiška          |
| ť                       | [⁠c⁠]         | Stimmloser palataler Plosiv, etwa wie dt.: tj in: „Matjes“, Aussprache: schtjaava (langes a), Batja                                           | šťáva, Baťa          |
| tě, ti                  | [cɛ], [ci]  | Stimmloser palataler Plosiv vor e und i, wie dt.: tje, tji                                                                                    | tisíc [cisiːts]      |
| u                       | [⁠u⁠]         | Gerundeter geschlossener Hinterzungenvokal, wie dt.: u in: „Musik“                                                                            | guma, vzadu          |
| ú, ů                    | [uː]        | Gerundeter geschlossener Hinterzungenvokal, wie dt.: u in: „Pute“                                                                             | úterý, stůl          |
| v                       | [⁠v⁠]         | Stimmhafter labiodentaler Frikativ, etwa wie dt.: w in: „wild“                                                                                | voda                 |
| w                       | [⁠v⁠]         | |                      |
| x                       | [⁠ks⁠]        | |                      |
| z                       | [⁠z⁠]         | Stimmhafter alveolarer Frikativ, wie z. B. dt.: s in: „Rose“, engl.: z in zero                                                                | nazdar, zdrž, fyzika |
| ž                       | [⁠ʒ⁠]         | Stimmhafter postalveolarer Frikativ, wie frz.: j in: Journal, toujours                                                                        | žena, žurnál, želé   |

## Phonologie

### Vokale
Es gibt kurze und lange Vokale.
| kurz | lang | Bemerkung |
| ---- | ---- | --- |
| a    | á    | |
| e    | é    | [⁠ɛ⁠] / [ɛː] |
| ě    |      | [jɛ]; erweicht (palatalisiert) die voranstehenden Konsonanten t, d und n |
| i    | í    | [⁠ɪ⁠] / [iː] – wenn kurz viel offener (wie z. B. im Engl.); außer Fremdwörtern erweicht (palatalisiert) voranstehende Konsonanten t, d und n                                                               |
| o    | ó    | [⁠ɔ⁠], das lange [ɔː] kommt nur in Fremdwörtern wie balkón (Balkon) oder Interjektionen wie Ó! (Oh!) vor                                                                                                   |
| u    | ú/ů  | am Wortanfang wird das Zeichen ú verwendet, im Wortinneren meistens ů, z. B. únor (Februar) und Bůh (Gott). Ausnahmen: in Fremdwörtern wie súra (Sure) oder nach Präfixen wie neúplatný (unbestechlich). |
| y    | ý    | [⁠ɪ⁠] / [iː] – wie i/í, aber verändert voranstehende Konsonanten nicht |

Die tschechischen Vokale (IPA)

In bestimmten Kontexten alternieren lange Vokale mit kurzen, vgl. etwa hlava (Kopf) und hlávka (Köpfchen) oder mýt (waschen) und myji (ich wasche). Aus historischen Gründen entspricht aber dem Kurzvokal nicht immer der entsprechende Langvokal, sondern die Verhältnisse sind zum Teil komplizierter. Sie lassen sich folgendermaßen darstellen:
| a | á                  |
| e | é                  |
| ě | í                  |
| i | í                  |
| o | ů                  |
| u | ú (am Wortanfang)  |
| u | ou (im Wortinnern) |
| y | ý                  |

Bestimmte Konsonanten können die Funktion von Vokalen einnehmen und Silben bilden: r, l und (selten) m. So gibt es auch Wörter, die nur aus Konsonanten bestehen, vgl. etwa krk „Hals“, blb „Blödmann“ oder scvrnkls „du hast [es] heruntergeschnipst“. Bekannt ist der tschechische Satz ohne Vokale: Strč prst skrz krk.

### Diphthonge
Im Tschechischen gibt es heute die Diphthonge ou, au und eu. Der Diphthong ou ist auch in tschechischen Wörtern und vor allem Eigennamen häufig, während au und eu nur in Fremdwörtern oder Interjektionen vorkommen.
- Der Diphthong au wird wie im Deutschen ausgesprochen, z. B. auto [ˈaʊ̯tɔ].
- Bei der Aussprache des Diphthongs ou werden ein offenes o und ein unsilbisches offenes u verbunden, z. B. louka [ˈloʊ̯ka] „Wiese“.
- Bei der Aussprache des Diphthongs eu werden ein offenes e und ein unsilbisches u verbunden, z. B. leukemie [ˈlɛʊ̯kɛːmɪjɛ]. Der Diphthong wird nicht wie im Deutschen ausgesprochen.

Treffen zwei Vokale an einer Silbengrenze aufeinander, gelten sie nicht als Diphthong und werden bei sorgfältiger Aussprache mit einem Glottisschlag getrennt. Im Schriftbild ist dieser Unterschied nicht sichtbar; vgl. použít [ˈpoʔʊʒiːt] „verwenden“, neučím [ˈnɛʔutʃiːm] „ich lerne nicht“.

### Konsonanten
In der tschechischen Rechtschreibung unterscheidet man traditionell sog. harte, neutrale und weiche Konsonanten. Klare Symmetrie zeigt sich nur bei den harten Konsonanten d, t, n und deren weichen Entsprechungen ď, ť, ň (die jedoch anders als z. B. das weiche d, t, n im Russischen ausgesprochen werden), in den übrigen Fällen handelt es sich um eine eher historische Unterscheidung, die allerdings Konsequenzen für die Rechtschreibung hat und Muttersprachlern das Erlernen erschwert. Tschechische Kinder lernen daher in der Grundschule jene Wörter mit neutralen Konsonanten aufzusagen, in denen ein [i] als y geschrieben wird (so genannte vyjmenovaná oder vybraná oder vyňatá slova bzw. „ausgewählte Wörter“).
Harte Konsonanten
| Schriftzeichen | Beispiel         |
| -------------- | ---------------- |
| h              | hotel, Praha     |
| ch             | chyba, Čech      |
| g              | guma, magnetofon |
| k              | křeslo, vlaky    |
| r              | ráno, dobrý      |
| d              | dáme, jeden      |
| t              | tabule, stůl     |
| n              | noc, ten         |

In der Rechtschreibung schreibt man nach diesen Konsonanten den Laut [i] mit y.
Ausnahmen sind wenige Fremdwörter wie ‚chirurg‘, ‚kilometr‘ und ‚kino‘.
Das h ist niemals stumm. Typischerweise vertritt es ein etymologisches g, z. B. ‚hrob‘ (‚Grab‘, polnisch ‚grób‘), ‚hranice‘ (‚Grenze‘, serbokroatisch und polnisch ‚granica‘), noha (Fuß, Bein, polnisch noga). Der Laut und Buchstabe g kommt dagegen fast nur in Fremdwörtern vor.
Weiche Konsonanten
| Schriftzeichen | Beispiel     |
| -------------- | ------------ |
| ž              | židle, leží  |
| š              | šest, sešit  |
| č              | černý, večer |
| ř              | středa, říká |
| c              | co, mloci    |
| j              | jaký, jídlo  |
| ď              | Maďarsko     |
| ť              | chuť         |
| ň              | skříň        |

Harte Endkonsonanten werden in Verbindung mit Suffixen auf e und i gegen weiche ausgetauscht: Es wird -ch + ě/i zu -še/-ši sowie -cký zu -čtí und -h + ě/i zu -ze/-zi, also katolický Čech z Prahy/katoličtí Češi v Praze (= „ein katholischer Tscheche aus Prag“/„katholische Tschechen in Prag“). Und -k + ě/i wird zu -ce/-ci sowie -ský zu -ští, also český žák → čeští žáci (= „der tschechische Schüler“/„die tschechischen Schüler“). Während es für das ch wie für die meisten anderen (im Tschechischen) palatalisierbaren Konsonanten nur eine Palatalisierungsstufe gibt, beispielsweise ucho (= „Ohr“)/uši (= „Ohren“), gibt es für das h, k und g zwei Stufen: Praha/v Praze/Pražský („Prag“/„in Prag“/„Prager“), dívka/dívce/dívčí („(ein) Mädchen“/„(einem) Mädchen“/„Mädchen-“).
Neutrale Konsonanten (Zwitterlaute)
| Schriftzeichen | Beispiel             |
| -------------- | -------------------- |
| b              | tabule, být, bída    |
| f              | fyzika, fičet        |
| l              | leží, lysý, list     |
| m              | mám, myš, míchat     |
| p              | pán, pyšný, píchnout |
| s              | sešit, sýr, prosím   |
| v              | velký, výr, vichřice |
| z              | zítra, jazyk         |

In der Rechtschreibung schreibt man nach diesen Konsonanten in „ausgewählten Wörtern“ und einigen Fremdwörtern ein [i] wie y, sonst wie i.
Das f und das g kommen fast nur in Fremdwörtern vor. In Lehnwörtern wird das f oft durch b ersetzt, so in barva (Farbe).

## Grammatik
Die Flexion erfolgt mittels Endungen (und/oder kleinen Änderungen im Stamm). Es gibt mehrere Deklinationen und mehrere Konjugationen sowie zahlreiche Unregelmäßigkeiten. Die Wortfolge ist relativ frei und ermöglicht stilistische Differenzierungen.

### Deklination
Tschechisch ist eine stark flektierende Sprache mit sieben grammatikalischen Fällen (Nominativ, Genitiv, Dativ, Akkusativ, Vokativ, Lokativ, Instrumental) im Singular und Plural. Das Tschechische hat drei Genera, nämlich männlich, weiblich und sächlich, wobei beim männlichen Genus zusätzlich zwischen „belebt“ und „unbelebt“ unterschieden wird. Menschen und Tiere werden zum größten Teil als „belebt“ eingestuft, aber es gibt Bezeichnungen für Menschen und Tiere, die grammatikalisch als „unbelebt“ gelten, und Bezeichnungen für leblose Gegenstände, die grammatikalisch „belebt“ sind.
Wie im Lateinischen und den meisten slawischen Sprachen gibt es in der Schriftsprache weder bestimmte noch unbestimmte Artikel. In der Umgangssprache können die Demonstrativpronomen ten, ta, to (wörtlich dieser, diese, dieses) jedoch in Artikelfunktion verwendet werden, z. B.: (Ten) pán se podíval na (toho) psa (Der Herr schaute auf den Hund).
Von vielen Adjektiven und Partizipien gibt es eine Kurzform und eine Langform, die beide nach Genus, Numerus und Kasus zu deklinieren sind. Die kurze Form hat immer die Funktion eines Prädikativums (im Deutschen mit einer Form des Verbs sein und dem unflektierten Adjektiv ausgedrückt) und weist ein reduziertes Paradigma auf. Während bei Adjektiven die Kurzform fast nur im gehobenen Stil verwendet wird, ist die Verwendung der Kurz-/Langformen von Partizipien im periphrastischen Passiv auch in der Umgangssprache bedeutungsunterscheidend, z. B.: okno bylo zavřeno (Vorgangspassiv: „das Fenster wurde geschlossen“) versus okno bylo zavřené (Zustandspassiv: „das Fenster war geschlossen“)
Eine beachtliche Zahl von Substantiven wird wie Adjektive dekliniert, eine dem Deutschen nicht fremde Erscheinung.

### Konjugation der Verben
Die Konjugation der tschechischen Verben richtet sich nach Person (ich, du, er/sie/es … – wie im Deutschen), Numerus (Singular, Plural) und Tempus (Präsens, Präteritum, Futur).
Eine typische Besonderheit der tschechischen Verben besteht ferner darin, dass sie Aspekt-Paare bilden. Die meisten Verben haben eine perfektive/vollendete (einmalige Handlung) und imperfektive/unvollendete Form (prinzipielle, häufig wiederkehrende Handlung). Die Aspekte werden teilweise durch Suffixe (in der Regel Imperfektivierung perfektiver Verben), teilweise durch Präfixe (in der Regel Perfektivierung imperfektiver Verben), in einigen wenigen Fällen auch durch zwei verschiedene Stämme ausgedrückt.
Zwischen Aspekt und Tempus besteht eine enge Wechselbeziehung. Nur imperfektive Verben bilden ein Präsens, die Präsensform perfektiver Verben hat futurische Bedeutung. Ferner gibt es ein mit dem Hilfsverb být (=„sein“) umschriebenes imperfektives Futur. Das Präteritum wird ebenfalls mit dem Hilfsverb být (=„sein“) gebildet und kommt in beiden Aspekten vor.
Vgl. das folgende Beispiel:
imperfektives Verb dělat „tun“
- dělám = „ich tue“, děláš „du tust“ usw.
- dělal/dělala jsem = „ich tat“, dělal/dělala jsi = „du tatst“ usw., aber in der 3. Person ohne Hilfsverb: dělal = „er tat“, dělala = „sie tat“, dělali/dělaly = „sie taten“;
- budu dělat = „ich werde tun“, budeš dělat = „du wirst tun“ usw.

perfektives Verb udělat „tun“
- udělal/udělala jsem = „ich tat“, udělal/udělala jsi = „du tatst“, udělal = „er tat“, udělala = „sie tat“ usw.
- udělám = „ich werde tun“, uděláš = „du wirst tun“ usw.

Weitere in der Linguistik verbale Kategorien sind Modus (Indikativ, Imperativ, Konditional) und Diathese (Aktiv und Passiv).
Dabei unterscheidet das Tschechische (wie auch die anderen slawischen Sprachen) zwischen dem für die Vergangenheitsform und dem für den Passiv gebrauchten Partizip: slyšel jsem/slyšela jsem 'ich habe gehört', jsem slyšen/jsem slyšena 'ich werde gehört'.

### Adverbien
Wie im Deutschen gibt es auch in der tschechischen Sprache Adverbien (Umstandswörter). Es gibt lokale Adverbien, Adverbien der Zeit, unbestimmte und verneinende Adverbien sowie von Adjektiven abgeleitete Adverbien.
Lokale Adverbien beantworten die Frage wo (links, rechts, oben, unten, vorn, hinten, in der Mitte, hier und dort) und wohin (nach links, nach rechts …), Adverbien der Zeit die Frage wie oft (täglich, wöchentlich, monatlich, jährlich).
Unbestimmte Adverbien (z. B. někdo=jemand) und verneinende Adverbien (nikdo=niemand) werden von Pronomina (z. B. kdo=wer) abgeleitet. Nach den von Adjektiven abgeleiteten Adverbien wird mit wie gefragt. Das vom Adjektiv abgeleitete Adverb hat meist die Endung -e,-ě. Bei der Ableitung von Adjektiven, die auf -ký enden, endet das Adverb auf -ce, häufig auch auf -o. Adverbien von Adjektiven auf -rý enden auf -ře (Palatalisierung). Endeten die Adjektive auf -cký oder -ský, so haben die Adverbien -ky am Ende (německý – německy, český – česky). Es sind beispielsweise dobře (von dobrý, -á, -é), špatně (von špatný, -á, -é), pomalu (von pomalý, -á, -é), dlouho (von dlouhý, -á, -é) usw.

Adverbien können wie Adjektive gesteigert werden. Die Steigerung erfolgt in der Regel durch Anhängen der Nachsilbe -eji an bzw. vorsetzen von nej- vor den Wortstamm. Beispiel: rychle – rychleji – nejrychleji.

Beim Stammauslaut erfolgen nachstehende Konsonantenwechsel:

-h- → -ž-; -ch- → -š-; -k- → -č-; -sk- → -št-; -ck- → -čt-.

Beispiele: divoký – divočejší, lidský – lidštější

Außerdem gibt es unregelmäßige Steigerungen wie dobře – lépe – nejlépe, špatně – hůř(e) – nejhůř(e) und schwer zu bildende Steigerungen. Die Steigerungsformen dazu sind den Wörterbüchern zu entnehmen. Es gibt dazu jedoch auch Tabellen.

### Zahlen
Die Zahlen von 21 bis 99 können in zweierlei Weise gesprochen werden. So gibt es beispielsweise neben dvacet tři (vergleichbar mit dem lateinischen viginti trēs, deutsch wörtlich zwanzig drei) auch třiadvacet (wörtlich dreiundzwanzig). Dieses Phänomen ist durch den jahrhundertelangen deutsch-tschechischen Sprachkontakt zu erklären.
Wie auch in anderen slawischen Sprachen stehen Substantive nach unbestimmten Zahlwörtern und bestimmten Zahlwörtern ab pět (fünf) im Genitiv Plural, wenn das Zahlwort im Nominativ, Genitiv oder Akkusativ steht, also etwa čtyři hrady / pět hradů (vier / fünf Burgen), tři koruny / třicet korun / tři sta korun / pět set korun (drei / 30 / 300 / 500 Kronen). In den übrigen Fällen kongruieren Zahlwort und Substantiv regulär, also etwa na pěti hradech (Lokativ).

## Eigennamen
Wie in anderen slawischen Sprachen haben die weiblichen Familiennamen eine spezielle, vom Namen des Mannes abgeleitete Form. Zumeist sind sie durch das Suffix -ová gekennzeichnet. Bei adjektivischen Familiennamen, die auf -ý enden, wird dagegen nur ein -á angehängt (Frau Tichý heißt demzufolge nicht paní Tichová, sondern Tichá). Eine weitere Ausnahme gilt auch für Nachnamen, deren Form auf eine Genitivform der Familienzugehörigkeit zurückgeht, hier ist die weibliche Form mit der männlichen Form identisch. So heißt die Frau des Komponisten Martinů einfach paní Martinů („Frau Martinů“).
Hintergrund ist, dass durch die Endung -ová des Nachnamens einer Frau angegeben wird, wem sie „gehört“. Es handelt sich bei dem auf -ová endenden Wort ursprünglich um ein durch Anhängen eines -ův, -ova oder -ovo an ein maskulines Substantiv gebildetes Possessiv-Adjektiv. Dies wird gelegentlich als sexistisch kritisiert, da die Frau dadurch dem Mann untergeordnet werde. In Tschechien wird diese Methode häufig auch auf Namen ausländischer Herkunft, z. B. in Zdeňka Müllerová, sowie bei Ausländerinnen wie Angela Merkelová, Céline Dionová oder Hillary Clintonová angewandt. Begründet wurde dies mit der tschechischen Deklination. Wenn eine Frau bei der Heirat den Namen des Mannes annimmt, dann ist es ihr bei nichttschechischen Namen freigestellt, ob sie den Namen in weiblicher Form – wie oben beschrieben – oder unverändert annimmt. 2021 stimmte das tschechische Parlament dafür, diese Regelung auf alle Frauen, auch wenn sie einen tschechischen Namen tragen, auszuweiten.
Namen werden ganz normal dekliniert. Beispiel: Nominativ – To je Steffi Grafová. (= „Das ist Steffi Graf.“), Akkusativ – Vidím Steffi Grafovou. (= „Ich sehe Steffi Graf.“) Ähnlich wird in den baltischen, aber auch in der lateinischen Sprache verfahren, um den grammatikalischen Fall eindeutig zu markieren. Auch männliche Namen werden im Gegensatz zum Deutschen dekliniert, da aufgrund des freien Satzbaus sonst grammatikalische Unklarheit herrscht.
Geografische Namen auf o sind im Tschechischen Neutra: Slovensko (Slowakei), Lipsko (Leipzig), Slezsko (Schlesien). Die zahlreichen Ortsnamen auf -vice und -nice sind meistens grammatikalischer Plural (Pluraliatantum). Das trifft ebenso auf Namen wie Čechy (Böhmen) oder Hradčany (Hradschin) zu.

## Sprachbeispiel
Allgemeine Erklärung der Menschenrechte, Artikel 1:
„Všichni lidé rodí se svobodní a sobě rovní co do důstojnosti a práv. Jsou nadáni rozumem a svědomím a mají spolu jednat v duchu bratrství.“
Deutsch: Alle Menschen sind frei und gleich an Würde und Rechten geboren. Sie sind mit Vernunft und Gewissen begabt und sollen einander im Geist der Brüderlichkeit begegnen.

## Lehnwörter

### Deutsche Lehnwörter im Tschechischen
Aus historischen Gründen enthält das Tschechische (und das Slowakische) relativ viele deutsche Lehnwörter. Zu unterscheiden ist zwischen denjenigen, die schon sehr lange eingebürgert sind und in der Standardsprache ebenso wie in den Dialekten gebräuchlich sind, und solchen, die nur im so genannten Gemeintschechischen verwendet werden.
Zur ersten Gruppe gehören etwa:
- brýle, von: „Brille“,
- cíl, von: „Ziel“,
- farář, von: „Pfarrer“,
- flétna, von: „Flöte“,
- haléř, von: „Heller“,
- knedlík, von: „Knödel“,
- knoflík, von: „Knopf“,
- muset, von: „müssen“,
- nudle, von: „Nudel“,
- pluh, von: „Pflug“
- sál, von: „Saal“,
- šunka, von: „Schinken“,
- švagr, von: „Schwager“,
- talíř, von: „Teller“,
- taška, von: „Tasche“,
- valčík, von: „Walzer“ und
- žold, von: „Sold“.

Zur zweiten Gruppe gehören:
- buřt, von: Wurst (dialektal aus dem Bairischen: „Wurscht“).
- flaška, von: „Flasche“,
- hajzl = vulgär: „Toilette“ (dialektal aus dem Bairischen: „Haisl (Häuschen)“) – „Ich gehe auf das Haisl.“ = „Jdu na hajzl.“,
- jo, von: „ja“ (dialektal aus dem Bairischen/Österreichischen: jo),
- kšeft, von „Geschäft“,
- ksicht, von „Gesicht“, wobei ksicht im Tschechischen Fratze bedeutet und auf ironischen oder vulgären Kontext beschränkt ist; obličej = „Gesicht“.
- ksindl, von „Gesindel“ sowie
- nášup, von „Nachschub“, „Nachschlag“ (z. B.: Essen).

### Tschechische Lehnwörter im Deutschen
Auch hier sind zwei Gruppen zu unterscheiden, zunächst solche Wörter, die im Deutschen allgemein verbreitet sind, und dann diejenigen, die vor allem für Österreich charakteristisch sind.
Zur ersten Gruppe gehören:
- „Baude“, Berghütte, von gleichbedeutend bouda
- „Bomätscher“ (sächsisch), Schiffszieher, Treidler, von pomáhač (= Helfer)
- „Furiant“: Volkstanz
- „Haubitze“, houfnice – die Bezeichnung für ein Geschütz stammt aus dem 15. Jahrhundert
- „Kaluppe“ (regional), von chalupa (= Hütte)
- „Petschaft“, von pečeť (= Siegel), ein Stempel[11]
- „Polka“: Volkstanz
- „Pistole“: abgeleitet von píšťala – Bezeichnung für Feuerwaffen im Mittelalter
- „Preiselbeere“: von alttschechisch brusina, heute brusinka
- „Prahm“: Fähre
- „Quark“, von: gleichbedeutend: tvaroh
- „Robot“, robota – historisch für Fronarbeit, davon veraltet „roboten“ für schwer arbeiten, sich plagen[12]
- „Roboter“: künstliche Menschen, abgeleitet von der Bezeichnung für Fronarbeit; Wortschöpfung von Josef Čapek, erstmals publiziert in Karel Čapeks sozialutopischem Drama R.U.R. (1920).
- „Schmetten“: von gleichbedeutend smetana[13], davon abgeleitet: „Schmetterling“
- „Trabant“: von drabant, Landsknecht zu Zeiten der Hussitenkriege
- „Zeisig“: von čížek
- „Ziesel“: von sysel
- „Zwetschge“: von švestka

Unter der zweiten Gruppe der österreichischen Wörter sind viele Begriffe aus der böhmischen Küche zu finden:
- „Buchtel“ (Dampfnudel), von: buchta
- „Kolatsche“ (Quarktasche), von: koláče
- „Kren“ (Meerrettich), von: křen
- „Kukuruz“ (Mais), von: kukuřice
- „Pawlatsche“, Laubengang, von pavlač
- „plazen“ (weinen, dialektal), von: plakat
- „pomali“ (langsam, dialektal), von: pomali (= langsam in mährischer Sprache)
- „Powidl“ (Pflaumenmus), von: povidla
- „Sliwowitz“ (Zwetschgenschnaps), von: slivovice
- „Strizzi“ (Strolch), von: strýc (= Onkel)
- „Tschapperl“ (tapsiger Mensch, dialektal), von: čapek oder cápek (= unerfahrener Mann oder „Dummkopf“ in mährischer Sprache)
- „Tuchent“ (Bettdecke), von: duchna